# Isola di Cala Vinagra
L'isola di Cala Vinagra è un'isola dell'Italia, in Sardegna.
Amministrativamente appartiene a Carloforte, comune italiano della provincia del Sulcis Iglesiente.